# Postcodezorg
Postcodezorg verwijst in Nederland naar de ongelijke verdeling van gezondheidszorg op basis van de postcode van patiënten. Het benadrukt hoe de kwaliteit en beschikbaarheid van zorg kunnen variëren afhankelijk van de regio, wat leidt tot significante verschillen in gezondheidsuitkomsten.
Een aspect van postcodezorg is postcodediagnostiek. Dit verwijst naar de variaties in diagnostische procedures en nauwkeurigheid afhankelijk van de regio. In sommige gebieden kan een gebrek aan gespecialiseerde diagnostische apparatuur en expertise leiden tot vertragingen en fouten in de diagnose. Dit heeft directe gevolgen voor de kwaliteit van de zorg die patiënten ontvangen, aangezien een vroege en nauwkeurige diagnose cruciaal is voor effectieve behandeling en betere gezondheidsuitkomsten.
In een artikel van NRC Handelsblad uit 2005 wordt postcodezorg geïllustreerd. Het artikel beschrijft een patiënt met borstkanker die te maken kreeg met verschillen in de beschikbaarheid van dure medicijnen afhankelijk van het ziekenhuis waar ze behandeld werd. In het artikel wordt een arts geciteerd die het heel erg vindt dat het in Nederland uitmaakt of je wordt behandeld in een grote stad of in een dorp. Ook in andere medische werkvelden, zoals de psychiatrie, komt postcodezorg voor.